# Scincella victoriana
Scincella victoriana — вид сцинкоподібних ящірок родини сцинкових (Scincidae). Ендемік М'янми.

## Поширення і екологія
Scincella victoriana мешкають в Араканських горах на заході М'янми, в регіоні Магуе і штаті Чин, зокрема на горі Нат Ма Таунг. Вони живуть в соснових і вічнозелених тропічних лісах, на висоті від 1500 до 2600 м над рівнем моря. Ведуть денний спосіб життя, живляться комахами.